# Сборная Ирана по регби-7
Сборная Ирана по регби-7 — национальная сборная команда, представляющая Иран на международных соревнованиях по регби-7. Управляется Регбийной и крикетной федерацией Исламской Республики Иран. Команда не принимала участие в регбийных турнирах Олимпиад и Азиатских игр. Дебют команды состоялся в 2009 году на турнире Carlton Sevens в Коломбо (Шри-Ланка), где иранцы проиграли все три матча.
В 2021 году Иран вышел в финал Трофея чемпионата Азии, где проиграл сборной ОАЭ со счётом 14:38. В 2022 году Иран занял 4-е место в турнире Трофея Чемпионата Азии, проходившего в индонезийской столице Джакарта. В матче за 3-е место иранцы проиграли Таиланду 5:22.

## Выступления

### Летние Олимпийские игры
| 2016  | не участвовала | не участвовала | не участвовала | не участвовала | не участвовала | не участвовала |
| 2020  | не участвовала | не участвовала | не участвовала | не участвовала | не участвовала | не участвовала |
| 2024  | не участвовала | не участвовала | не участвовала | не участвовала | не участвовала | не участвовала |
| Итого | 0 участий      | 0/0            | -              | -              | -              | -              |

### Carlton Sevens 2009
| Противник | Результат |
| --------- | --------- |
| Япония    | 0:33      |
| Казахстан | 7:15      |
| Пакистан  | 17:19     |

### Тест-турнир перед Играми Содружества 2010
| Противник  | Результат |
| ---------- | --------- |
| Индия      | н/д       |
| Бруней     | н/д       |
| Узбекистан | н/д       |